# Lichtgestalten
Lichtgestalten (с нем. — «Светлые образы») — мини-альбом швейцарской готик-метал-группы Lacrimosa, вышедший 2 декабря 2005 года на лейбле Hall of Sermon. В музыкальном и тематическом плане миньон является продолжением альбома Lichtgestalt, вышедшего семью месяцами ранее. По словам Тило Вольффа, будучи эпилогом к Lichtgestalt, Lichtgestalten способствует более глубокому пониманию этого альбома.
Оригинальное издание содержит шесть композиций за авторством Тило Вольффа, в числе которых два ремикса. Кроме того существуют версии альбома, включающие в качестве бонуса демоверсию песни «Seele in Not». Обложку мини-альбома оформил Йоахим Лютке.

## Список композиций

### Оригинальное издание
| № | Оригинальное название                           | Перевод                    | Музыка/слова | Время |
| 1 | «Lichtgestalt»                                  | Светлый образ              | Тило Вольфф  | 5:15  |
| 2 | «Lichtgestalt (SnakeSkin Remix)»                | Светлый образ              | Тило Вольфф  | 4:36  |
| 3 | «Unerkannt»                                     | Неопознанный               | Тило Вольфф  | 7:36  |
| 4 | «Skintight»                                     | Облегающий                 | Тило Вольфф  | 4:53  |
| 5 | «Road to Pain»                                  | Дорога к боли              | Тило Вольфф  | 4:21  |
| 6 | «Siehst du mich im Licht? (Atrocity ReVersion)» | Видишь ли ты меня в свете? | Тило Вольфф  | 4:49  |

- «Lichtgestalt» — оригинальная версия трека из одноимённого альбома.
- «Lichtgestalt (SnakeSkin Remix)» — ремикс первой композиции, выдержанный в EBM-стилистике SnakeSkin — сольного проекта Тило Вольффа.
- «Unerkannt» и «Skintight» — треки, написанные для Lichtgestalten.
- «Road to Pain» — песня, ранее издававшаяся только в качестве бонусного трека в мексиканской версии альбома Echos[4]. Живое исполнение этой композиции содержится в концертном альбоме Lacrimosa Lichtjahre[5].
- «Siehst du mich im Licht? (Atrocity ReVersion)» — версия песни от группы Atrocity. Оригинал композиции вышел в 1997 году на альбоме Stille.

### Бонусные треки
Российское, мексиканское и некоторые другие издания миньона содержат в качестве бонусного трека композицию «Seele in Not (Demo Version)», впервые изданную ещё в 1990 году на демокассете Lacrimosa Clamor.

## Участники записи
В записи альбома приняли участие:
Lacrimosa
- Тило Вольфф (нем. Tilo Wolff) — тексты, музыка, вокал, фортепиано, программинг, аранжировка, продюсирование
- Анне Нурми (фин. Anne Nurmi) — вокал, клавишные

Сессионные музыканты
- Джэй Пи. (англ. Jay P.) — бас-гитара, электрогитара
- Манне Улиг (нем. Manne Uhlig) — ударные («Lichtgestalt», «Unerkannt»)
- ЭйСи (англ. AC) — ударные («Skintight»)
- Катарина Боутари (нем. Catharina Boutari) — бэк-вокал («Skintight»)
- Ули Брандт (нем. Uli Brandt) — бэк-вокал («Skintight»)
- Томас Нак (нем. Thomas Nack) — ударные («Road to Pain»)
- Филармония Шпильман-Шнайдер (нем. Spielmann-Schnyder Philharmonie)
- Кристофер Кляйтон (нем. Christopher Clayton) — дирижёр («Lichtgestalt»)
- Том Мейер (нем. Tom Meyer) — мастеринг

Оформление
- Тило Вольфф — концепция оформления
- Йоахим Лютке (нем. Joachim Luetke) — художник-оформитель
- Тим фон Рохельс (нем. Tim von Rochels) — фотограф